# Leptodactylus mystaceus
Leptodactylus mystaceus es una especie de ránidos de la familia Leptodactylidae.

## Distribución geográfica
Se encuentra en Bolivia, Brasil, Colombia, Ecuador, Guayana Francesa, Guyana, Perú, Surinam y Venezuela.